# Robert-Augustin Antoine de Beauterne
Robert-Augustin Antoine de Beauterne, né en 1803 et mort en 1846, est un auteur français connu pour ses ouvrages sur Napoléon et ses volumes catholiques édifiants à destination de l'adolescence.

## Ascendance
L'écrivain descend en droite ligne de François Antoine (1695-1771), chevalier de l'ordre royal et militaire de Saint-Louis et porte-arquebuse de Louis XV, ainsi que de Robert-François-Marc Antoine de Beauterne (1748-1821), porte-arquebuse de Napoléon Ier,.

## Biographie
La Mort d’un enfant impie est son premier ouvrage, d’abord publié en huit fascicules, avant d’être vendu en un volume relié, explicitement présenté comme un cadeau idéal de première communion. Il connaît deux éditions successives, en 1837 et en 1838. L’auteur y décrit sa conversion personnelle, survenue lors de l’adolescence, qu’il conclut par une réflexion édifiante sur la mort de l'empereur Napoléon Ier intitulée « Mort de Napoléon religieux » Ce chapitre est la première ébauche de ce que sera le Sentiment de Napoléon sur le christianisme.
En 1840, Beauterne  fit paraître les Conversations religieuses avec Napoléon, visant à relater sa relation intime avec la religion chrétienne. L’ouvrage était orné d’une gravure d’Horace Vernet : elle représente l'Empereur recevant le viatique des mains de l’abbé Vignali, à proximité d’un crucifix sur sa table de chevet. Il s'agit d'inciter à ne plus considérer la seule gloire militaire de l’empereur, mais à s’intéresser également à sa spiritualité.
La même année, à l’occasion du « retour des cendres », Beauterne publia une version complétée de sa « Mort de Napoléon religieux », intitulée Conversations religieuses de Napoléon ; en 1841, elle fit l'objet d'une réédition sous ce titre, puis dans une troisième et dernière version, sous le titre de Sentiment de Napoléon sur la divinité : pensées recueillies à Sainte-Hélène par M. le comte de Montholon. Ce dernier ouvrage est réédité en 1843, puis en 1845.
En 1846, il publia également un ouvrage sur l'enfance de Napoléon Bonaparte.

## Ouvrages
- 1837 : Mort d'un enfant impie ; et Mort de Napoléon religieux, avec des "Lettres inédites de M. le général, comte de Montholon", VII-328 p.
- 1838 : Mort d'un enfant impie, 2 parties en 1 vol., 328 p.
- 1840 : Conversations religieuses de Napoléon, Paris, VIII-XIX-332 p.
- 1840 : Discours prononcé sur la tombe de M. le comte Cormier Du Médic, administrateur du Bureau de Charité et de la Caisse d'épargne, inspecteur des écoles primaires du premier arrondissement, Paris, 4 p.
- 1841 : Conversations religieuses de Napoléon avec des documents inédits de la plus haute importance, où il révèle lui-même sa pensée intime sur le christianisme, Paris, VIII-XIX-332 p.
- 1841 : Sentiment de Napoléon sur la divinité ; suivi de : Discours prononcé sur la tombe de M. le comte du Médic, Paris, 1 vol.
- 1843 : Sentiment de Napoléon sur le Christianisme, conversations religieuses, Paris, éd. Waille, éd. revue et corrigée[Note 1], illustrée par Horace Vernet, 1 vol. en 2 parties.
- 1846 : L'Enfance de Napoléon, depuis sa naissance jusqu'à sa sortie de l'École militaire, Paris, éd. Olivier-Fulgence, In-16, LIV-231 p.
- 1865 : La Divinité de Jésus-Christ démontrée par l'empereur Napoléon Ier à Sainte-Hélène, suivi de : Le Verbe incarné, discours sur N.-S. Jésus-Christ, par le Rév. P. J. Etcheverry, Tours, éd. A. Mame et fils, In-12, 138 p.

Sous le Second Empire, Conversations religieuses de Napoléon connut une nouvelle fortune éditoriale avec une version revue et corrigée par l’écrivain bonapartiste Bathild Bouniol intitulée Sentiment de Napoléon Ier sur le Christianisme (quatre éditions recensées entre 1860 à 1868) ; une version clairement apologétique intitulée La divinité de Jésus-Christ démontrée par l’empereur Napoléon Ier à Sainte-Hélène suivit (quatre éditions recensées entre 1865 et 1876). En, 1912, Sentiment de Napoléon Ier parut dans une nouvelle édition, présentée comme la douzième, reprenant la version de Bathild Bouniol, avec une préface inédite de l’abbé Laborie.
En 2013 en Italie et en 2014 en France, ont paru sous le titre Conversations sur le christianisme deux ouvrages recensant une série de propos de Bonaparte rapportés par Beauterne sous couvert de Montholon. L'ouvrage italien a été préfacé par le cardinal Giacomo Biffi et l'ouvrage français préfacé par Jean Tulard.

## Conversations sur le christianisme

### Contexte
L'ouvrage le plus connu de Beauterne est Conversations sur le christianisme ; il s'agit d'un recueil de textes composé des témoignages du général comte de Montholon, qui côtoya Napoléon à Sainte-Hélène, complété d'autres sources issus de personnes ayant fréquenté l'empereur comme le Cardinal Fesch, Hudson Lowe, Louis-Joseph Marchand ; Beauterne évoque notamment le docteur François Antommarchi, les abbés Vignali et Buonavita, le général Henri Gatien Bertrand.
Il n'y a pas de contestations des propos dans les années 1830 et 1840, en particulier de Montholon, qui au contraire a attesté que Napoléon était croyant et que ses démêlés avec le pape, chef d'un État italien, avaient des causes politiques et militaires. Dans une lettre qu'il fit parvenir à Beauterne, Montholon confirme que Napoléon défendait la religion chrétienne par conviction intime et politique tout à la fois : « Comme homme, Napoléon croyait. Comme roi, il jugeait la religion une nécessité, un moyen puissant pour gouverner ». Il ne remet pas en cause les propos mis en avant par Beauterne ; pour le cardinal Giacomo Biffi : « De l'authenticité et de la fidélité de la transcription, on peut être certain, car, quand de Beauterne publie ces conversations pour la première fois, beaucoup des témoins et protagonistes de ces années d'exil sont encore en vie. » Dans ses mémoires, le docteur François Antommarchi note que Napoléon désapprouvait fortement le matérialisme supposé des médecins et le docteur Barry Edward O'Meara assure qu'il lisait le Nouveau Testament
Par ailleurs, Beauterne ne fait pas de l'empereur un saint de vitrail car il montre les failles de Napoléon d'un point de vue religieux : son apologie de la confession s'accompagne d'une réticence à la pratiquer et d'une tendance à la repousser le plus tard possible ; l'aveu de sa trop timidité dans l'expression de sa foi. Il veut simplement faire connaître les arguments de son adhésion intellectuelle et morale au christianisme.
En cela, il ne va pas dans le sens du premier bonapartisme ni des idées prédominantes sous la monarchie de Juillet : de fait, l’entourage de Napoléon Bonaparte n’était pas constitué que de croyants et le parti bonapartiste intégrait en nombre des sceptiques, notamment dans la première partie du XIXe siècle où prédominaient les bonapartismes jacobin ou libéral . De fait, ce bonapartisme n’avait pas ni vocation ni intérêt à faire de Napoléon Bonaparte un thuriféraire du christianisme. Le comte Henri Gatien Bertrand, qui siégea sous la monarchie de Juillet à gauche, affirme sans la contester qu'il faut cacher cette face religieuse de l'Empereur : « Il ne faut pas que l’on puisse dire que cet homme si fort, mourut comme un capucin. »
Selon Paul-François Paoli, même si on peut douter des propos qu'on lui fait tenir, certaines formules sont frappantes tant elles expriment le style spécifique de Napoléon : « Moi qui ne conçois rien de la création, qui ignore l'essence des choses, dois-je m'étonner que l'explication même de tant de mystères soit un dogme tout mystérieux? Je m'étonnerais plutôt qu'il en fut autrement. »
Alors que rien ne l’y contraignait, un de ses premiers actes au pouvoir fut de rétablir l’Église catholique et de recomposer le catholicisme français. L’incroyance est de mise dans la classe politique et militaire, mais il force ses généraux à aller à la messe, refait sonner après une décennie de silence les cloches de Notre-Dame-de-Paris et choisit de se faire sacrer empereur par le Pape Pie VII. Si l’athéisme ou un vague déisme règnent dans les salons, il choisit de proclamer que la religion catholique est la « religion de la grande majorité des citoyens français ». La haute estime dans laquelle Napoléon tenait l'Église catholique, a été analysée par Silvia Marzagalli, où l'historienne analyse l'évolution de sa politique en insistant sur les questions religieuses. Elle montre comment sous le Consulat et l'Empire, le clergé a progressivement recouvré ses droits. De fait, Napoléon a exigé la venue de prêtres sur Sainte-Hélène et qu'y soit célébrée la messe ; il est mort catholique conscient de son choix affirmé dans son testament, avec les sacrements reçus de l'abbé Vignali.

### Contenu
Pendant les années d'isolement à Sainte-Hélène, Napoléon s'entretenait souvent avec ses compatriotes en exil, parfois pour parler de religion. De ces discours improvisés, le cardinal Giacomo Biffi retient : « À la lumière de ces pages, on ne peut pas ne pas admettre que Napoléon n'est pas seulement un croyant, mais qu'il a médité le contenu de sa foi, mûrissant une profonde et sapientielle intelligence. » Sa vision de la religion se caractérise par quelques éléments saillants et le caractère à la fois passionné et réfléchi sur certains thèmes précis.
Ces convictions n'empêchent pas l'exilé de regretter de ne pas avoir fortement clamé sa foi : le cardinal Giacomo Biffi remarque que Napoléon admet avec une honnêteté candide que quand il était au trône, entouré de généraux qui étaient loin d’être des dévôts : Oui je ne le cache pas, j’avais du respect humain et beaucoup trop de timidité ; et peut-être je n’aurais osé crier tout haut je crois. Je disais : La religion est une force, un rouage de ma politique ; mais si quelqu'un, alors, me l'avait demandé explicitement, j'aurais répondu: "oui, je suis chrétien". Et si j'avais dû témoigner ma foi au prix de ma vie, j'aurais trouvé le courage de le faire,. ». Quand Napoléon nomma Madame de Montesquiou, gouvernante des Enfants de France, il lui dit : « Madame, je vous confie les destinées de la France. Faites de mon fils un bon Français et un bon chrétien, l'un ne saurait aller sans l'autre,. »

#### Dieu
- La conviction de l’existence de Dieu : Napoléon en élabore une preuve effective se basant sur sa propre expérience de vie et la notion de génie. Napoléon affirme que si ses victoires ont fait croire en lui son armée, l’admiration de l’Univers lui fait croire en Dieu[21] : « Les effets divins me font croire à une cause divine[22]. » Pour Napoléon : « Tout proclame l’existence de Dieu ; c’est indubitable[23]… »
- La toute-puissance de Dieu : « Il existe un Être infini, en comparaison de qui - général Bertrand - vous n'êtes qu'un atome, en comparaison de qui moi, Napoléon, je suis un vrai rien, un simple néant, vous comprenez ? Je peux sentir ce Dieu. Je le vois[24]. »

#### L'Église
- Le rôle positif de l’Église : Napoléon dit croire « ce que l’Église croit[25]. » Comme homme d'État, cette confiance l'incite à croire en l'utilité sociale et politique de l'Église : « Dès que j’ai eu le pouvoir, je me suis empressé de rétablir la religion. Je m’en servais comme base et comme racine. La religion est à mes yeux l’appui de la morale, des vrais principes, des bonnes mœurs[23]. » De fait, l’action de l’Empereur confirme cette perception de l’utilité sociale, politique et morale de la religion : il rétablit la hiérarchie ecclésiastique pour encadrer les masses populaires et les évêques, préfets en violet, prêchant le catéchisme impérial l’aidèrent à moraliser le peuple. Mais il ne cantonne pas l'Église à la moralisation des seules masses populaires ; faisant allusion aux adultères publics des rois, il réclame l'intervention du clergé auprès des dirigeants pour les moraliser : « L'empiètement du pouvoir religieux n'est pas à craindre de ce côté-là[26]. » Concernant ses propres écarts, il ajoute : « Quant à moi, si j'ai eu des faiblesses, je n'en ai jamais fait parade, j'en ai eu honte le premier[27]. »
- L'émerveillement devant le succès du christianisme : « Après Saint Pierre, les trente-deux évêques de Rome qui lui ont succédé furent tous, sans exception, martyrisés. Donc, pendant au moins trois siècles, le Siège romain fut synonyme de mort certaine pour ceux qui y montaient[28]. (...) Dans cette guerre, tous les rois et les pouvoirs de la terre, se sont retrouvés coalisés. Contre qui ? Des hommes et des femmes pauvres, misérables et sans défense.(…) Quel acharnement ! Mais ici la colère et toutes les fureurs de la haine et de la violence. Là, la douceur, le courage moral, une résignation infinie. Pendant trois cents ans, la pensée lutte contre la brutalité des sensations, la conscience contre le despotisme, l’âme contre le corps, la vertu contre tous les vices. Le sang des chrétiens coule à flots. Ils meurent en baisant la main qui les tue. Partout les chrétiens succombent et partout ce sont eux qui triomphent[29]. Les peuplent passent, les trônes s'écroulent, mais l'Église reste. Alors, quelle est la force qui maintient debout cette Église assaillie par l'océan furieux de la colère et du mépris du monde[30] ? »
- L’importance des sacrements : à propos des sacrements, Napoléon insista pour que la messe fût célébrée à Sainte-Hélène et il priait à genoux ; Napoléon fit l’apologie de la confession mais il repoussa très longtemps de s'y soumettre : « La confession est d’institution divine ; elle est nécessaire ; en se faisant connaître à autrui, nous apprenons à nous connaître ; c’est un supplément, et un auxiliaire admirable de la conscience ; la confession est un émétique nécessaire à la pauvre humanité pour ne pas être l’institution médicinale du Dieu réparateur de l’âme ; par la confession, on s’affermit dans le bien, on connaît à fond le mal, on s’en sépare, on s’unit à Dieu ? cela est incontestable[31]. » Le 20 avril 1821, quelques jours avant sa mort, Napoléon réclama l'abbé Vignali, « non le montagnard corse mais le prêtre » pour se confesser. Montholon dit : « Cette nuit, vers une heure, l'Empereur m'a exprimé le désir de causer avec l'abbé Vignali et m'a ordonné de le faire appeler, ajoutant : « Vous nous laisserez, mais vous reviendrez dès qu'il sera sorti de ma chambre. Arrangez-vous de manière à ce que l'on ne sache pas que je l'ai vu cette nuit. » J'obéis, l'abbé Vignali resta une heure près de l'Empereur. » Napoléon s’est souvent enfermé avec l’abbé Vignali seul[31]. Le 21 avril 1821, il demanda à l’abbé de desservir à sa mort sa chapelle ardente[32], de déposer sur sa poitrine un crucifix, de dire la prière des Quarante-Heures, de célébrer la messe tous les jours jusqu’à ce qu’il soit en terre[33]. Montholon confirme la date du 1er mai pour un second entretien et l'administration de l'extrême-onction.
- Le respect du clergé : Napoléon affirme son attachement à l'Église qui lui fait dire : « Le son des cloches me fait plaisir, la vue d’un prêtre m’émeut[34] » Cette sympathie s'étend au clergé régulier même s'il dit : « Je ne suis pas porté pour les couvents, je vois un écueil dans l’oisiveté… Pourtant d’un autre côté, il y a des raisons qui militent en leur faveur… J’ai permis, encouragé les moines du Mont-Cenis, qui sont des hommes héroïques (…). J’aime les prêtres… Je ne me plains pas du vieux clergé. Je n’ai rien à dire contre les vieux évêques, qui ont vu ce que j’avais fait pour la religion et qui s’en sont toujours montré reconnaissants[35]. (...) L’évêque de Nantes[Note 2], le prêtre qui a eu toute ma confiance, me rendait complètement catholique ; il avait vécu au milieu des incrédules, avec Diderot, aussi avait-il réponse à tout[36]. (...) Le clergé catholique a présidé à la fondation de la société européenne ; ce qu’il y a de meilleur dans la civilisation moderne, les arts, les sciences, la poésie, tout ce dont nous jouissons est son ouvrage[37]. »
- La force logique et explicative du christianisme : « Mais le caractère de la divinité du Christ une fois admis, la doctrine chrétienne se présente avec la précision et la clarté de l’algèbre. Il faut y admirer l’enchaînement et l’unité d’une science (…) Rejetez-le, me monde est une énigme ; acceptez-le, vous avez une admirable solution de l’histoire de l’homme[38]. »
- L’importance de la Papauté : Napoléon est soucieux de l’image de ses relations avec le Pape ; il raconte pourquoi il le fit conduire en France, révélant que « Quand le pape était en France, je lui assignai un magnifique palais à Fontainebleau, et 100 000 couronnes par mois ; j'avais mis à sa disposition 15 voitures pour lui et pour les cardinaux, même s'il n'est jamais sorti. Le pape était épuisé par les calomnies qui prétendaient que je l'avais maltraité, calomnies qu'il démentit publiquement[39]. » Montholon, dans sa lettre à Beauterne, insiste sur le fait que l’enlèvement de Pie VII fut le fait du général Miolis auquel l’empereur aurait été étranger ; il n’en accepta les conséquences que pour réaliser son projet de faire de Paris la résidence du Pape[Note 3],[40]. Un an plus tard, on le remeubla et on l'agrandit, sous la conduite de l'architecte Poyet, l'empereur faisant en outre acheter et abatte de nouvelles maisons pour mieux le dégager pour 500 000 francs[41],[42]. Montholon regrette que la correspondance entre Pie VII et Napoléon Ier n’ait pas été publiée car elle aurait témoigné des vues religieuses de l’Empereur en faveur de l’Église catholique[43].

#### Jésus
- La sublimité de la vie de Jésus : Napoléon croyait en la divinité de Jésus qui ne peut être comparé à aucun homme[44]. Selon le cardinal Giacomo Biffi, Napoléon développe la conviction que l'essence du christianisme est l'amour mystique que le Christ communique continuellement ; pour Napoléon : « Le plus grand miracle du Christ a été de fonder le royaume de la charité : lui seul a été jusqu'à élever le cœur de l'homme à des hauteurs inimaginable, à l'annulation du temps ; lui seul, créant cette immolation, a établi un lien entre le ciel et la terre. Tous ceux qui croient en lui, ressentent cet amour extraordinaire, supérieur, surnaturel ; phénomène inexpliqué et impossible à la raison ». Au général Henri Gatien Bertrand, surpris de sa religiosité et qui lui propose de voir dans le Christ comme un « grand homme », il répond : « Je connais les hommes et je vous dis que Jésus n'était pas un homme[Note 4]. Les esprits superficiels voient une ressemblance entre le Christ et les fondateurs d'empires, les conquérants et les dieux des autres religions. Cette similitude n'existe pas : entre le christianisme et les autres religions, il y la distance de l'infini[33]. À propos du Christ: Tout de lui m'étonne ; son esprit me dépasse et sa volonté me confond. Entre lui et quoi que ce soit au monde, il n'y a pas de terme possible de comparaison[45]. (...) Dans toute autre existence que celle du Christ que d’imperfections, que de vicissitudes ; quel est le caractère qui ne fléchisse abattu par de certains obstacles ? Quel est l’individu qui ne soit modifié par les événements ou par les lieux, et qui ne transige avec les mœurs et les passions, avec quelque nécessité qui le surmonte ! Je défie de citer aucune existence comme celle du Christ, exempte de la moindre altération de ce genre, qui soit pure de toutes ces souillures et de ces vicissitudes[30]. (...) Qu’il parle ou qu’il agisse, Jésus est lumineux, immuable, impassible. Le sublime, dit-on, est un trait de la divinité [46]. (...) Jésus ne pactise pas davantage avec les autres faiblesses humaines. Les sens, ces tyrans de l’homme, sont traités par lui en esclaves faits pour obéir et non pour commander. Les vices sont l’objet de sa haine implacable. Il en parle en maître à la nature humaine dégradée, en maître courroucé qui exige une expiation. Sa parole tout austère qu’elle est s’insinue dans l’âme comme un air subtil et pur ; la conscience en est pénétrée et silencieusement persuadée[47]. (...) Ceux qui examinent les Évangiles ne trouve rien à critiquer dans sa vie. Si le titre d’imposteur s’accole facilement au nom de Mahomet, il répugne tellement avec celui du Christ, que je ne crois pas qu’aucun ennemi du christianisme ait jamais osé l’en flétrir ! Et cependant il n’y a pas de milieu : le Christ est un imposteur ou il est Dieu[48]. (...) Il n’y a pas de Dieu dans le Ciel, si un homme a pu concevoir et exécuter, avec plein de succès, le dessein gigantesque de dérober pour lui le culte suprême, en usurpant le nom de Dieu[49]. »
- Le rôle de l'amour : « Il bâtit son culte de ses mains, non avec des pierres mais avec des hommes. On s’extasie devant les conquêtes d’Alexandre ! Eh bien voici un conquérant qui confisque à son profit, qui unit, qui incorpore à lui-même, non pas une nation, mais l’espèce humaine. Quel miracle ! L’âme humaine avec toutes ses facultés devient une annexe de l’existence du Christ. Et comment ? par un prodige qui surpasse tout prodige. Il veut l’amour des hommes, c’est-à-dire ce qu’il est le plus difficile à obtenir : ce qu’un sage demande vainement à quelques amis, une épouse à son époux, un frère à son frère, en un mot le cœur : c’est là ce qu’il veut pour lui, il l’exige absolument, et il y réussit tout de suite. J’en conclus sa divinité [50]. »
- La puissance de l’Évangile : Napoléon lisait le Nouveau Testament[10] : « L’Évangile n’est pas un livre, c’est un être vivant, avec une action, une puissance, qui envahit tout ce qui s’oppose à son extension. Le voici sur cette table, ce livre par excellence (et ici l’empereur le toucha avec respect). Je ne me lasse pas de le lire, et tous les jours avec le même plaisir. (…) Nulle part on ne trouve cette série de belles idées, de belles maximes morales, qui défilent comme des bataillons de la milice céleste, et qui produisent dans notre âme le même sentiment que l’on éprouve à considère l’étendue infinie du Ciel resplendissant par une belle nuit d’été, de tout l’éclat des astres. Non seulement notre esprit est préoccupé, mais il est dominé par cette lecture, et jamais l’âme ne court risque de s’égarer avec ce livre. Une fois maître de notre esprit, l’Évangile fidèle nous aime. Dieu même est notre ami, notre père et vraiment notre Dieu. Une mère n’a pas plus de soin de l’enfant qu’elle allaite. L’âme séduite par la beauté de l’Évangile ne s’appartient plus. Dieu s’en empare tout à fait, il en dirige les pensées et toutes les facultés, elle est à lui. Quelle preuve de la divinité du Christ ! Avec un empire aussi absolu, il n’a qu’un seul but, l’amélioration spirituelle des individus, la pureté de la conscience, l’union à ce qui est vrai, la sainteté de l’âme[51]. »

#### Les autres religions
- La critique de l'islam : selon Rino Camilleri, Napoléon avait une « connaissance insoupçonnées de toutes les autres religions[52] » ; du Coran Napoléon dira d'ailleurs : « Mahomet n'est crédible que quand il s'appuie sur la Bible et sur le sentiment inné de la foi en Dieu. Pour tout le reste, le Coran est un système audacieux de domination et de pénétration politique. (...) Partout l’homme ambitieux se montre à découvert dans Mahomet, vil flatteur de toutes les passions les plus chères au cœur de l’homme ! Comme il caresse la chair, quelle large part il fait à la sensualité[53] ! »
- La critique du protestantisme : le Cardinal Biffi affirme : « Dignes de notre admiration sont également des considérations sur la dernière Cène de Jésus et des comparaisons entre la doctrine catholique et les doctrines protestantes. » Pour Napoléon, le protestantisme est la « doctrine de la révolte et de l’égoïsme[54]. (...) Qu’espérer de bon de ces deux religieux catholiques déserteurs de leur couvent et de la foi jurée[55]. L’empereur Alexandre et moi avions conçu le projet de rétablir l’unité entre les communions chrétiennes mais ce serait folie de penser à un rapprochement avec un protestant qui croit au dogme de son infaillibilité et la souveraineté monstrueuse de l’individu[18]. »